# Vesaignes-sous-Lafauche
Vesaignes-sous-Lafauche – miejscowość i gmina we Francji, w regionie Grand Est, w departamencie Górna Marna.
Według danych na rok 1990 gminę zamieszkiwało 138 osób, a gęstość zaludnienia wynosiła 10 osób/km².